# Plaatautomaat
Een plaatautomaat is een automatisch platen-magazijn op vloerniveau (bodemopslag) dat een door een gebruiker te kiezen plaat aflevert.
Van oudsher dient de gebruiker hiervoor een vorkheftruck of een kostbaar automatisch hoogbouwmagazijn te gebruiken, waarna uitsluitend een pakket keuze uit een voorraad gemaakt kan worden. Door de opkomst van digitale technieken is naast de klassieke platenopslag een geheel nieuwe mogelijkheid van vrije plaatkeuze per stuk ontstaan.
Na het automatisch invoeren van platen vanaf pakketten kiest het systeem een chaotische stapellocatie. Wanneer de gebruiker een plaatkeuze heeft gemaakt vindt de  plaatautomaat de plaat in zijn geheugen en stuurt de manipulator ernaartoe. Hierna levert de manipulator de plaat af, al dan niet op het uitgiftestation of rechtstreeks op een bewerkingsmachine. Plaatautomaten zijn vooral te vinden in plaatverwerkende industrieën.
Automatische platenmagazijnen maken op dit moment zowel bij toeleveranciers van halffabricaten als bij handelaren in de metaalindustrie een opmars door als gevolg van de eis om flexibel en efficiënt te produceren. Het aantal af te leveren platen is bij deze systemen vele malen groter dan bij de automatische hoogbouwmagazijnen. Een plaatautomaat levert zeker 30 tot 60 platen per uur af. De stapelvolgorde is in te stellen; chaotisch of op ouderdom, de snelheid is aan te passen en prioriteiten zijn aan te geven. Plaatautomaten zijn uitgerust met industriële computers en kunnen tot wel 4 bewerkingsmachines, 5 invoerstations, 5 uitvoerstations en een reststukken retourstation bedienen.